# 北海道道231号椴法華港線
北海道道231号椴法華港線（ほっかいどうどう231ごう とどほっけこうせん）は、北海道函館市内を結ぶ一般道道（北海道道）である。

## 概要

### 路線データ
- 起点：北海道函館市元村町（椴法華港）
- 終点：北海道函館市新八幡町（国道278号交点）
- 総延長：3.179 km
- 実延長：3.143 km
- 重用延長：0.036 km

## 歴史
- 1957年（昭和32年）3月30日 - 127号として路線認定[1]。
- 1994年（平成6年）10月1日 - 路線番号を231号に変更[2]。

## 地理

### 通過する自治体
- 渡島総合振興局
  - 函館市

### 交差する道路
函館市
- 北海道道635号元村恵山線 - 元村町
- 国道278号 - 新八幡町（終点）

### 沿線にある施設など
函館市
- 椴法華漁港
- 函館市立椴法華小学校 - 新八幡町86-1